# Atriplex cordulata
Atriplex cordulata là loài thực vật có hoa thuộc họ Dền. Loài này được Jeps. mô tả khoa học đầu tiên năm 1892.